# Lemuel Boozer
Lemuel Boozer (* 14. April 1809; † 23. Januar 1870) war ein US-amerikanischer Politiker. Zwischen 1868 und 1870 war er Vizegouverneur des Staates South Carolina.

## Werdegang
Nach einem Jurastudium und seiner Zulassung als Rechtsanwalt begann Lemuel Boozer in diesem Beruf zu arbeiten. Gleichzeitig schlug er als Mitglied der Demokratischen Partei eine politische Laufbahn ein. Er war Abgeordneter im Repräsentantenhaus von South Carolina und saß im Staatssenat. Außerdem war er zwischenzeitlich Bürgermeister von Lexington. Überdies war er zeitweise auch als Richter tätig. Im Jahr 1860 nahm er als Delegierter an der Democratic National Convention teil. Die Quellen sagen aber nicht, bei welchem der beiden Parteitage in Charleston und Baltimore er zugegen war. Vor dem Austritt South Carolinas aus der Union im Dezember 1860 warnte er vor diesem Schritt.
Nach dem Bürgerkrieg wurde Boozer Mitglied der Republikanischen Partei. 1868 wurde er an der Seite von Robert Kingston Scott zum Vizegouverneur von South Carolina gewählt. Dieses Amt bekleidete er zwischen dem 6. Juli 1868 und seinem Tod am 23. Januar 1870. Dabei war er Stellvertreter des Gouverneurs und Vorsitzender des Staatssenats. Er wurde in Lexington beigesetzt.